# Dutch Supercar Challenge
De Dutch Supercar Challenge (DSC) is een raceklasse in Nederland. De klasse werd in 1997 opgericht door Rob Knook en Bert Moritz. De organisatie werd in 2001 overgenomen door Dick van Elk, met de hulp van een groot aantal vrijwilligers. Eigenlijk valt de klasse niet in te delen in een bepaalde discipline omdat er met GT's sport- en toerwagens gereden kan worden.

## Geschiedenis
In 1996 kwam de NAV naar Bert Moritz met het verzoek of hij een raceklasse kon beginnen met raceauto's die uitgehomologeerd waren, maar nog te jong voor de historische raceklasse. Met steun van de Nederlandse Autosport Vereniging begonnen ze in 1997 met racen. Eerst onder de naam newtimers en daarna (met tegenwerking van CPZ) Supercars. Ze raceten in 2 klasses. Deze raceklasse werd snel een succes al kregen ze de nodige tegenwerking van circuitpark Zandvoort, die de klasse als een bedreiging vond voor hun inkomen. In 2003 vertrok de organisatie van de DSC van de N.A.V. Ze werden zelfstandig en alles werd gefinancierd door inschrijvingskosten en sponsoren.

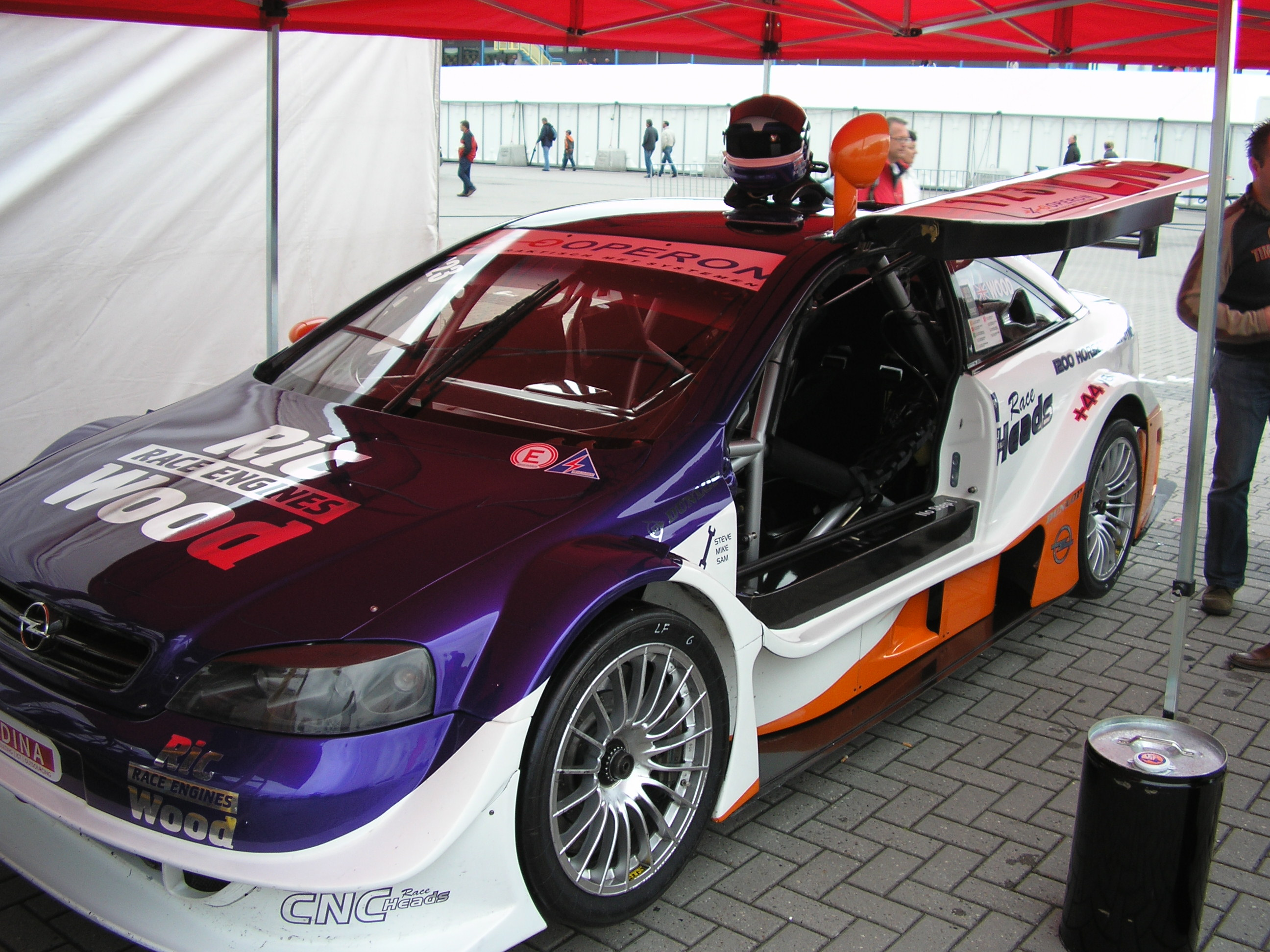
De Opel Astra Extreme DTM.

Er werd ook voortaan niet alleen meer in Nederland en België geracet maar ook in Duitsland op de Hockenheimring. De Marcos Mantis Cup werd datzelfde jaar afgeschaft, de Marcos Mantissen werden ondergebracht in de GT klasse. Hier deden ze volop mee voor het kampioenschap. In 2004 ging de klasse meedoen aan de BERU Top 10 evenementen. Dat wil zeggen dat er een groot aantal Duitse circuits beschikbaar komen zoals de Lausitzring. In 2005 kwam er nog een circuit bij, Silverstone. Ook werd er een deal gesloten met Motors TV dat de races in heel Europa ging uitzenden. Er kwamen ook nieuwe deelnemers bij zoals het team van US Carworld dat met twee Dodge Vipers deelnam aan de strijd. Er kwam ook een Opel Astra Extreme Deutsche Tourenwagen-Masters (DTM) bij. In 2005 waren de uitzendingen op Motors TV een succes dus die werden in 2006 doorgezet, ook ging SBS6 de races uitzenden. In 2007 kwam de Supersport 2 klasse weer terug. Ook kwam er weer een deelnemer bij, een Audi A4 DTM.
Inmiddels is het startveld verder uitgebreid met o.a. een aantal GT wagens als de Mosler van Berry van Elk, de Ferrari van Peter versluis en de Porsche van Rene Snel. Ook is er in de Supersport 1 klasse een extra klasse toegevoegd, de BRL heeft zijn intrede gedaan in deze divisie maar blijft wel voor eigen kampioenschap rijden. De BRL Lights zijn bij de Supersport 2 divisie ingevoegd.
Naast het rijden als gast klasse op grote A-evenementen is de DSC ook begonnen met het organiseren van gehele evenementen. De Zolder Superleague is in 2009 voor het eerst in handen van de DSC komen te liggen. Naast dit evenement organiseert de DSC ook de Finale Races op Assen.

## Klassen
- GT - Tussen de 2.7 en 3.6 kg/pk. Een minimum gewicht van 1180 kg.
- Supersport I - Auto's met een vermogen/gewicht ratio tussen de 3,7 en 4,7. Minimum gewicht is 1080 kg. Maximaal 5000 cc, 8 cilinders.
- Supersport II - Auto's met een vermogen/gewicht ratio tussen de 4,7 en 5,2. Maximaal 5000 cc, 8 cilinders.
- Sport - Auto's met meer dan 5,2 kg/pk. Maximaal 3000 cc, 6 cilinders.
- Superlight - Voor auto's die minder dan 1000 kg wegen. Bijvoorbeeld Radical of Praga

### Mosler Challenge

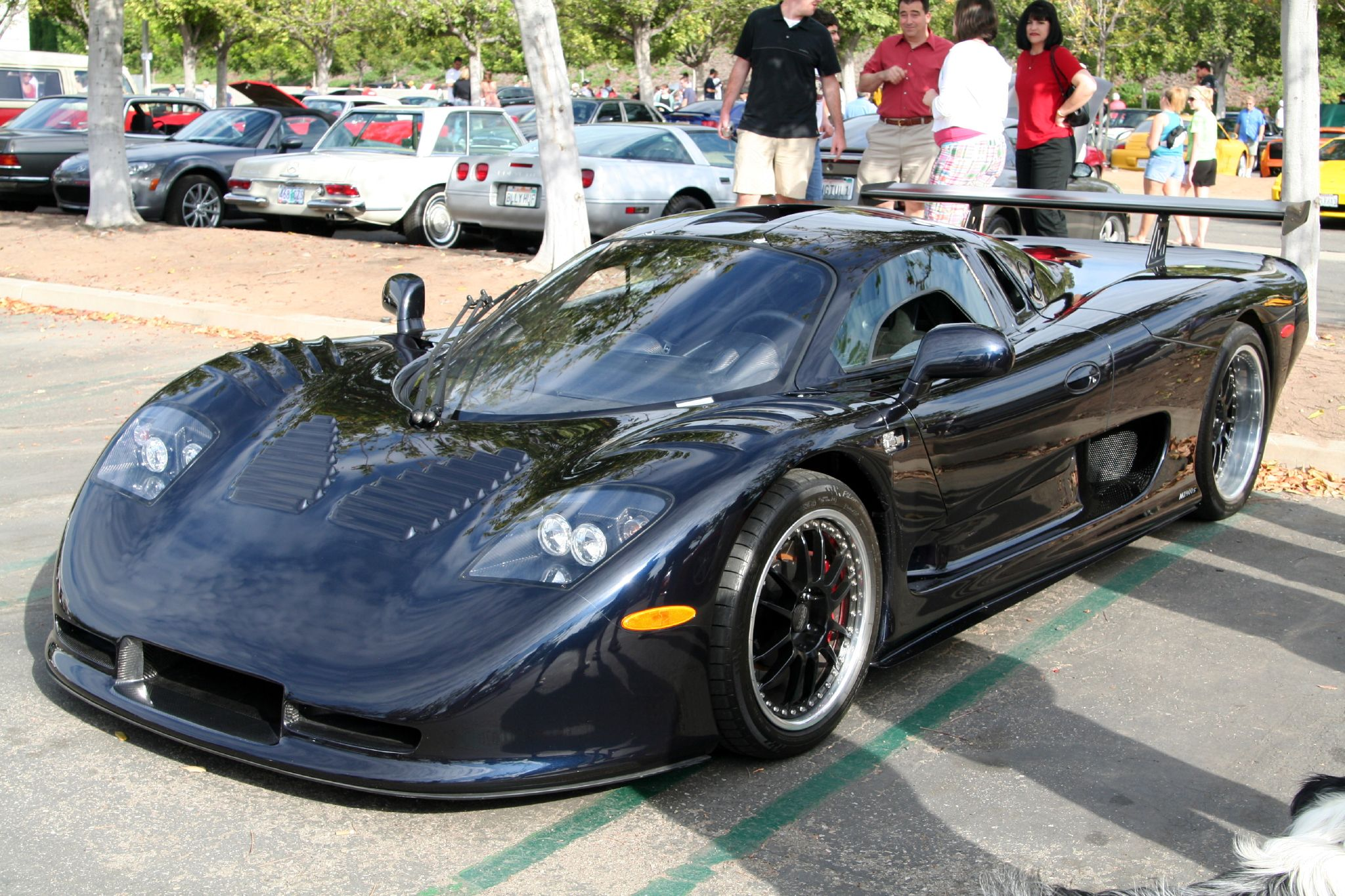
Een 'gewone' Mosler MT900.

In 2008 kwam er tijdelijk een nieuwe klasse bij, de Mosler Challenge. Door het grote succes van Mosler op circuits willen ze hun eigen raceklasse, als voorbereiding worden ze een subklasse van de DSC.
Ze racen met een Mosler MT900 GT3. De motor heeft een vermogen van 570 pk. De 7 Liter V8 is gemaakt door General Motors. De motor kan maximaal 6800 toeren per minuut. De auto kost 225.000 euro, zonder belastingen. De buitenkant van de auto is gemaakt van koolstofvezel kevlar composieten. De ramen zijn van polycarbonaat.

## Kampioenen
| Jaar | GT                                    | Supersport I               | Supersport II               | Sport I                                  | Marcos Mantis Cup  | Mosler Challenge |
| ---- | ------------------------------------- | -------------------------- | --------------------------- | ---------------------------------------- | ------------------ | ---------------- |
| 1997 | Rob Knook                             |                            |                             |                                          |                    |                  |
| 1998 | Rob Knook                             |                            |                             |                                          |                    |                  |
| 2001 | Herman Buurman                        | Ruud Olij                  | Arjan Vels                  | Dirk-Jan Hofmans                         | Herman Buurman     |                  |
| 2002 | Pieter van Soelen Cor Euser           | Rudolf van Soelen          | Arjan Vels                  |                                          | Peter van der Kolk |                  |
| 2003 | Rob Knook Peter van der Kolk          | Hans Ambaum                |                             | Albèrt Priem                             |                    |                  |
| 2004 | Cor Euser Jos Menten                  | Graham Coomes              |                             | Hans Ambaum                              |                    |                  |
| 2005 | Pieter Dubois René Wijnen             | Lex van der Meijden        |                             | Richard van den Berg                     |                    |                  |
| 2006 | Hans Ambaum                           | Pieter van Soelen          |                             | Eugène Janssen Rolf van Os               |                    |                  |
| 2007 | Ardi van der Hoek Arjen van der Zwaan | Peter van der Kolk         | Tony Brown Ian White        | Kees Kreijne                             | Sport II           |                  |
| 2008 | Martin Short                          | Henk Thuis                 | Pieter van Soelen           | Luc de Cock                              | Rob Nieman         | Martin Short     |
| 2009 | Cor Euser                             | Nol Köhler Henk Haane      | Bert van der Zweerde        | Nik de Jong Koen Bogaerts                | Nico Been          | Martin Short     |
| 2010 | Alex van 't Hoff                      | Rob Frijns Charlie Frijns  | Pieter van Soelen           | Bert van der Zweerde Richard van den Bos | BRL V6             |                  |
| 2011 | Diederik Sijthoff                     | Wolf Nathan Jaap van Lagen | Ferry Monster Robin Monster | Aart Bosman                              | Niels Bouwhuis     |                  |